# Ryan YO-51 Dragonfly
Le Ryan YO-51 Dragonfly était un prototype d'avion d'observation conçu pour l'US Army Air Corps (USAAC) dans les années 1940.
De type monoplan monomoteur à aile parasol, il fut conçu pour avoir des capacités ADAC optimales, mais malgré la fabrication de trois prototypes ayant montré d'excellents résultats pendant les essais, le Stinson YO-49 fut jugé supérieur et le Dragonfly ne fut pas retenu. Il n'y eut aucun contrat pour lui et aucun autre exemplaire ne fut produit.

## Conception et développement

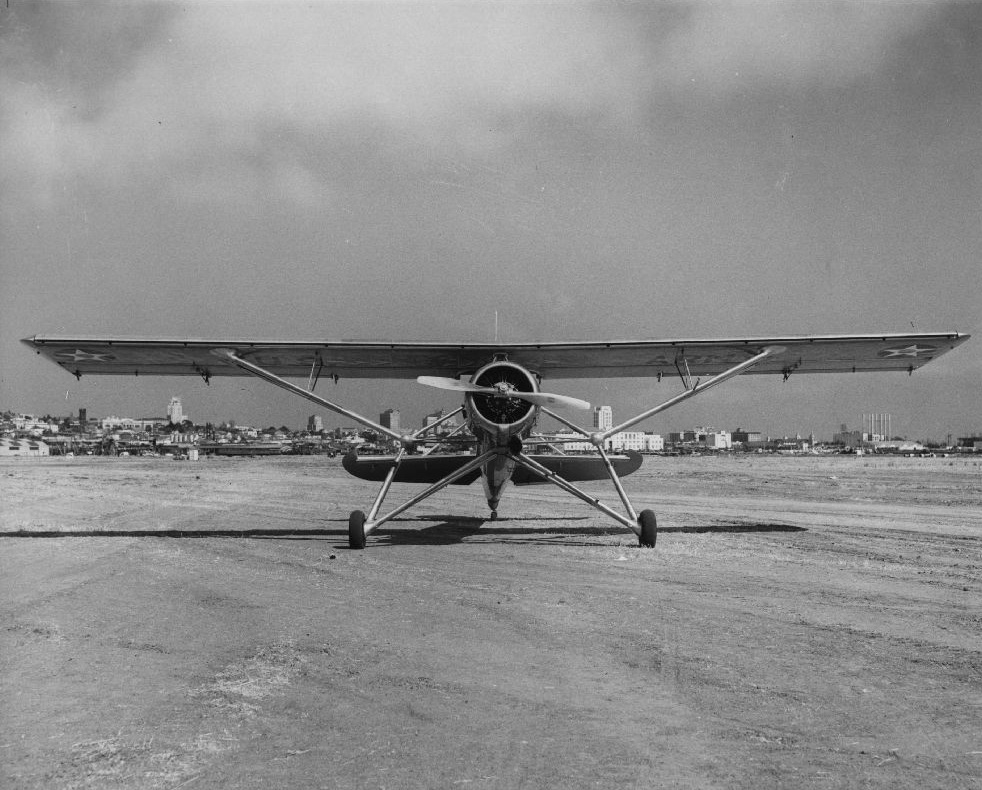
Un YO-51 au stationnement, photographié pendant sa période d'évaluations au sein de l'USAAC.

Surnommé « la moto volante » (en anglais : « the flying motorcycle »), l'YO-51 fut construit en trois exemplaires (40-703, 704, 705) acquis par l'USAAC pour prendre part à une évaluation face à ses deux concurrents, le Stinson YO-49 et le Bellanca YO-50, pour la sélection d'un nouvel avion de liaison et d'observation devant entrer en service au sein des unités de l'USAAC. L'YO-51 était le plus lourd des trois avions testés.
Bien que le Dragonfly ait été considéré comme très satisfaisant lors de ses tests en vol menés à Wright Field, dans l'Ohio, l'avion de Stinson remporta le contrat de 1,5 million de dollars, et aucun autre YO-51 ne fut construit.

## Caractéristiques
La conception de l'YO-51 était typique des appareils de ce type, étant surtout optimisé pour les rôles d'observation et de liaison, avec un important travail consacré à le rendre capable d'opérer à partir des aérodromes les plus petits possibles. Le Dragonfly était un monoplan à aile parasol haute dotée de renforts, avec un train d'atterrissage classique fixe doté d'une roulette de queue et un cockpit biplace ouvert. Les ailes étaient dotées de becs et volets Fowler sur toute leur envergure pour donner à l'avion d'excellentes qualités ADAC,. Il était propulsé par un moteur à 9 cylindres en étoile refroidis par air Pratt & Whitney R-985-21 Wasp Junior de 440 ch (330 kW).
À charge maximale, l'YO-51 pouvait, sans sortir les volets, décoller après une course de 400 pieds (122 m), alors qu'avec les « pleins volets », cette distance était ramenée à seulement 75 pieds (22,9 m). Le Dragonfly était capable de maintenir un vol en palier à des vitesses aussi faibles que 48 km/h et selon les dires aurait été capable de se poser sur des distances plus courtes que sa propre taille.